# Psychotria secundiflora
Psychotria secundiflora är en måreväxtart som beskrevs av Theodoric Valeton. Psychotria secundiflora ingår i släktet Psychotria och familjen måreväxter. Inga underarter finns listade i Catalogue of Life.